# Quela

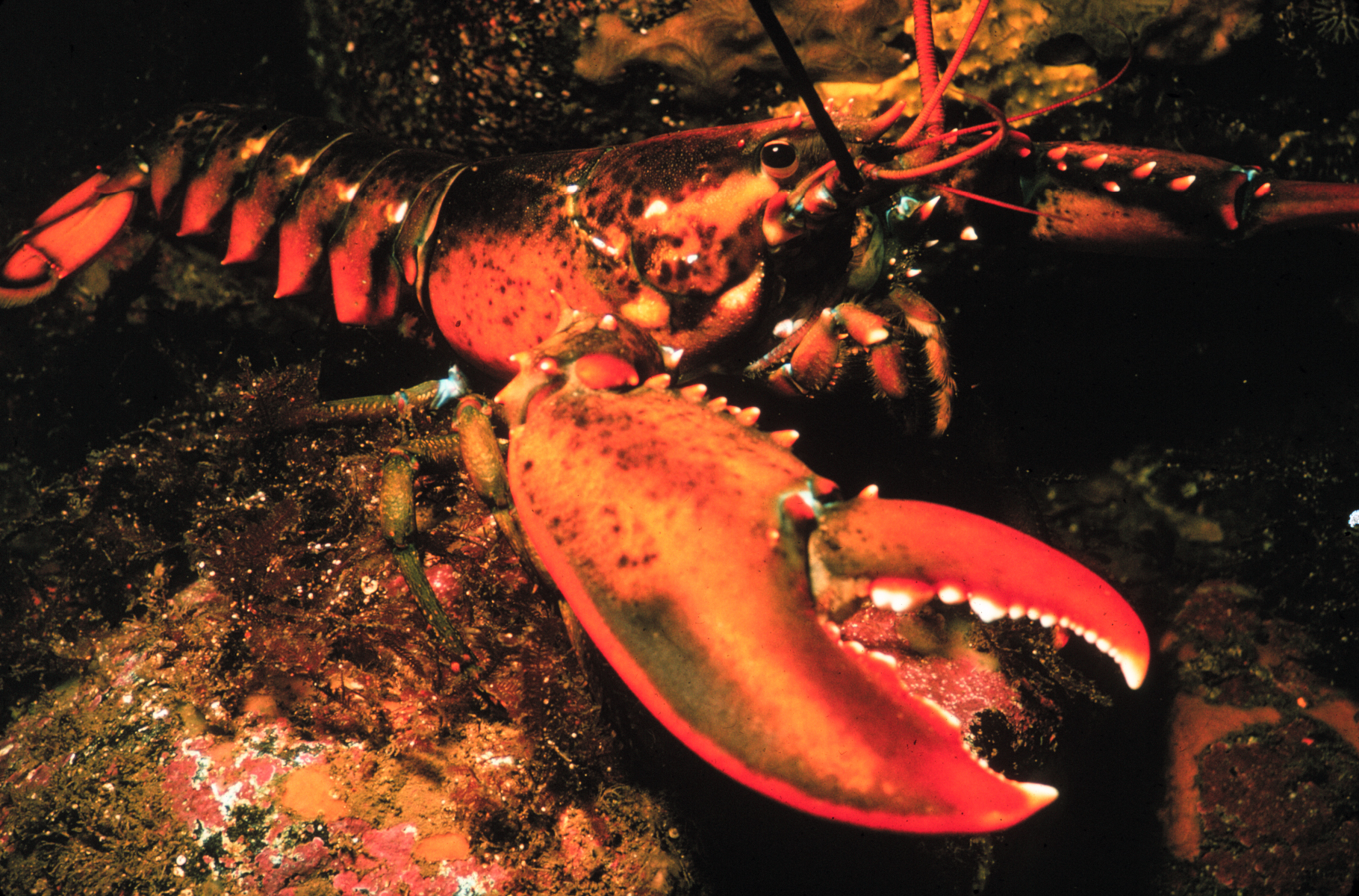
Quela de la langosta americana.

En Zoología se llama quela a la terminación en forma de pinza de un apéndice en un artrópodo. Ese es el significado del griego χηλή, del que procede. También se expresa diciendo de un apéndice que es queliforme, es decir, que tiene forma de pinza; o que es quelífero (de χηλή, pinza, y φέρω, llevar) o sea, portador de una pinza. Una quela se basa en la articulación entre dos artejos, uno basal prolongado por una apófisis y otro distal.
Encontramos en los artrópodos dos casos especialmente significativos en cuanto a la presentación y papel de las quelas:
- Se llama quelípedo (del latín chela, derivado del griego χηλή, pinza; y pedis, pie) a una pata fuertemente diferenciada para la función prensil. Encontramos este tipo de extremidad en muchos crustáceos decápodos, como los cangrejos o los bogavantes. Se trata en esos crustáceos de la diferenciación del primer par de patas locomotoras para una función prensil, usada en la defensa, la captura del alimento, el combate territorial y el cortejo. En los malacostráceos pueden aparecer otras patas terminadas en pequeñas quelas, como en Penaeidae, pero, al no tener un gran desarrollo, no se les denomina quelípedos.
- En los pseudoscorpiones son las quelas además las que inyectan veneno.
- Se llama quelíceros (del griego χηλή, pinza, y κέρας, cuerno) a los apéndices del primer par, anatómicamente preoral (aunque embriológicamente postoral) del amplio grupo de artrópodos llamados quelicerados, precisamente por este rasgo. Los quelíceros son a menudo órganos pequeños, aunque pueden llegar a ser enormes en algunas arañas o en los solífugos. En las arañas son los quelíceros los que inyectan el veneno.

Es importante señalar que no existe homología entre los tres tipos de apéndices citados: las quelas o quelípedos de ciertos crustáceos, los de ciertos arácnidos y los quelíceros de todos los arácnidos y demás quelicerados. Debe observarse también que en arácnidos como los escorpiones y pseudoescorpiones existen, a la vez, quelíceros y pedipalpos quelados.